# Diastrofische dysplasie

Diastrophic dysplasie is autosomaal recessief.

Diastrofische dysplasie (DD) is een autosomaal recessieve dysplasie die het kraakbeen- en botontwikkeling beïnvloedt. Diastrofische dysplasie wordt veroorzaakt door mutaties in het SLC26A2-gen.
Patiënten met diastrofische dysplasie hebben een kleine gestalte met zeer korte armen en benen, en gewrichtsproblemen die de mobiliteit beperken.

## Symptomen
Diastrofie is een algemene term die verwijst naar een verdraaiing. Deze aandoening wordt dan ook gekenmerkt door een ongebruikelijke klompvoet met een verdraaiing van de middenvoetsbeentjes, een naar binnen en naar boven gedraaide voet, tarsus varus en inversie-adductie verschijningen. Bovendien presenteren ze zich klassiek met scoliose (progressieve kromming van de wervelkolom) en ongebruikelijk gepositioneerde duimen (duimen als een lifter). Ongeveer de helft van de baby's met diastrofische dysplasie wordt geboren met een opening in het gehemelte, een zogenaamde gespleten gehemelte. Zwelling van de externe oren komt ook vaak voor bij pasgeborenen en kan leiden tot verdikte, misvormde oren.
De tekenen en symptomen van diastrofische dysplasie lijken op die van een andere skeletale aandoening die atelosteogenesis type 2 wordt genoemd; echter, Diastrofische dysplasie neigt minder ernstig te zijn.

## Diagnose
De diagnose van diastrofisch dysplasie steunt voornamelijk op radiologische bevindingen. Deze omvatten kenmerken zoals korte en dikke tubulaire botten, verbrede metafyses, kort en ovaalvormig eerste metacarpalen, en subluxatie van de duim, ook wel bekend als de "liftersduim". Daarnaast kunnen afwijkingen in de cervicale wervels ook worden waargenomen.

### Antenatale diagnose
Prenatale diagnose van diastrofische dysplasie kan worden overwogen op basis van echografische bevindingen. Typische kenmerken die kunnen worden waargenomen zijn klompvoeten en verkorte ledematen. Deze vroege detectie stelt zorgverleners in staat om ouders tijdig te informeren en passende medische ondersteuning te bieden.

## Erfelijkheid
Diastrofische dysplasie heeft een autosomaal recessief overervingspatroon. Het is een van het spectrum van skeletale aandoeningen veroorzaakt door mutaties in het SLC26A2-gen. Het eiwit gecodeerd door dit gen is essentieel voor de normale ontwikkeling van kraakbeen en voor de omzetting ervan in bot. Kraakbeen is een taai, flexibel weefsel dat tijdens de vroege ontwikkeling veel van het skelet uitmaakt. De meeste kraakbeen wordt later omgezet in bot, maar in de volwassenheid blijft dit weefsel de uiteinden van botten bedekken en beschermen en is aanwezig in de neus en de externe oren. Mutaties in het SLC26A2-gen veranderen de structuur van zich ontwikkelend kraakbeen, waardoor botten niet goed worden gevormd en resulteren in de skeletproblemen die kenmerkend zijn voor diastrophic dysplasia.
Deze aandoening is een autosomaal recessieve stoornis, wat betekent dat het defecte gen zich op een autosoom bevindt, en beide ouders moeten één kopie van het defecte gen dragen om een kind met de stoornis te krijgen. Ouders van een kind met een autosomaal recessieve stoornis worden meestal niet door de stoornis beïnvloed.

## Prevalentie
Diastrofische dysplasie treft ongeveer één op de 500.000 geboorten, echter; in Finland komt deze stoornis vaker voor, met ongeveer één op de 33.000 geboorten die door de stoornis worden beïnvloed.